# Perithemis domitia
Perithemis domitia is een libellensoort uit de familie van de korenbouten (Libellulidae), onderorde echte libellen (Anisoptera).
De soort staat op de Rode Lijst van de IUCN als niet bedreigd, beoordelingsjaar 2007, de trend van de populatie is volgens de IUCN stabiel.
De wetenschappelijke naam Perithemis domitia is voor het eerst geldig gepubliceerd in 1773 door Drury.